# Stephanie Szostak
Stephanie Szostak (ur. 5 sierpnia 1975 w Paryżu) – francuska aktorka, mieszkająca w Stanach Zjednoczonych, która wystąpiła m.in. w filmach Iron Man 3, R.I.P.D. Agenci z zaświatów i Diabeł ubiera się u Prady.

## Filmografia

### Filmy
| Rok  | Tytuł                         | Rola               | Uwagi       |
| ---- | ----------------------------- | ------------------ | ----------- |
| 2003 | Si' Laraby                    | Nadezhda           |             |
| 2004 | Zimove vesilya                | Nina               | krótkometr. |
| 2005 | Satellite                     | Ro Mars            |             |
| 2006 | Cosa Bella                    | Delphine           | krótkometr. |
| 2006 | Diabeł ubiera się u Prady     | Jacqueline Follet  |             |
| 2008 | Eavesdrop                     | Francuzka          |             |
| 2008 | Life in Flight                | Alex               |             |
| 2008 | The Sexes                     | Florence Leaming   | krótkometr. |
| 2008 | Letting Go                    | Estella            |             |
| 2009 | Four Single Fathers           | Monique            |             |
| 2009 | Dobre serce                   | Sarah              |             |
| 2009 | Motherhood                    | Sandrine Dumas     |             |
| 2009 | Nowszy model                  | Alice Marnier      |             |
| 2009 | How to Seduce Difficult Women | Gigi               |             |
| 2010 | Something Fun                 | Katy               |             |
| 2010 | Kolacja dla palantów          | Julie              |             |
| 2011 | Kupiliśmy zoo                 | Katherine Mee      |             |
| 2013 | Gimme Shelter                 | Joanna Fitzpatrick |             |
| 2013 | Iron Man 3                    | Ellen Brandt       |             |
| 2013 | R.I.P.D. Agenci z zaświatów   | Julia Walker       |             |
| 2014 | Hit By Lightning              | Danita Jacobs      |             |
| 2016 | Half the Perfect World        | Lydia              |             |

### Telewizja
| Rok       | Tytuł                               | Rola                   | Uwagi           |
| --------- | ----------------------------------- | ---------------------- | --------------- |
| 2006      | Rodzina Soprano                     |                        | 1 odc.          |
| 2008      | Prawo i porządek: Zbrodniczy zamiar | Caroline Walters       | 2 odc.          |
| 2009      | Nowojorska przygoda                 | Marie                  | film TV         |
| 2010      | Lafayette: The Lost Hero            | Adrienne de la Fayette | film TV         |
| 2014–2015 | Niewierni                           | Grace Truman           | serial, gł rola |
| 2016      | Czarna lista                        | Josephine              | 1 odc.          |
| 2017      | Perfect Citizen                     | Isabel Lang            | film TV         |
| 2017–2018 | Girlfriends' Guide to Divorce       | Collette               | 3 odc.          |
| 2018      | Bull                                | Annabel                | 1 odc.          |
| 2018      | Younger                             | Sophia Bell            | 1 odc.          |
| 2018–2021 | A Million Little Things             | Delilah Dixon          | serial, gł rola |
| 2022      | The Calling                         | Nora Conte             | 4 odc.          |